# RG-32
Der RG-32 "Scout" ist ein für militärische Zwecke von dem südafrikanischen Hersteller Denel Vehicle Systems entwickeltes gepanzertes Fahrzeug.
Es basiert auf dem RG-31, der bereits weltweit mit Friedens-, Sicherheits- und Kampfkräften eingesetzt wird. Das Kampfgewicht des Fahrzeugs beträgt ca. 7.300 kg, es hat die Kapazität, eine Besatzung von 5 bis 7 Personen zu tragen. Die Fahrzeugbesatzung ist gegen den Beschuss mit Kugelmunition des Kalibers 5,56 × 45 mm NATO geschützt, bei Einsatz von Keramikpanzerplatten auch bis zu einem Kaliber von 7,62 × 51 mm NATO. Die Panzerung bietet weiterhin Schutz gegen Angriffe mit mehreren Typen von Handgranaten und Antipersonenminen. 
Die neueste Entwicklung dieses Fahrzeugs ist der RG-32M Galten, mit verbessertem Schutz gegen Minenexplosionen. Der RG-32M wurde in Schweden einer Ertüchtigung für den Wintereinsatz unterzogen; der RG-32M wurde in der Wüste Afrikas und des Nahen Ostens in Umgebungen von 49 °C sowie in Teilen Schwedens bei −35 °C eingesetzt. Bis zu zwei RG-32Ms können in einem C-130-Frachtflugzeug transportiert werden.

## Nutzer
- Südafrika: 400
- Schweden: 200
- Ägypten: 112
- Finnland: 6
- Tansania: 4
- Frankreich: 2
- Georgien: 2
- Österreich: 1
- VAE: 1